# Actant (sociologie)
Cet article concerne la sociologie. Pour la notion linguistique, voir Actant.
 (mai 2025).
Si vous disposez d'ouvrages ou d'articles de référence ou si vous connaissez des sites web de qualité traitant du thème abordé ici, merci de compléter l'article en donnant les références utiles à sa vérifiabilité et en les liant à la section « Notes et références ».
Un actant désigne, en sociologie de la traduction une entité individuelle ou collective, humaine ou non-humaine.
En sciences sociales, les individus peuvent être nommé  « acteurs », « agents », mais aussi  « sujets », « auteurs », ou encore « actants ». Ces dénominations peuvent être l'indice d'une filiation théorique : conception structurelle ou déterministe, conception rationnelle ou utilitariste, etc. En effet, les sociologues ne partagent pas les mêmes conceptualisations concernant l'articulation entre le macro-social et le micro-social, entre le pôle collectif et le pôle l’individuel du social, et ne désignent pas tous « l’individu » de la même manière : « agent », « acteur », « sujet », « auteur » ou encore « actant ».
La sociologie de la traduction de Michel Callon et Bruno Latour emprunte la notion d'actant au modèle sémiotique de Algirdas Julien Greimas pour fonder sa conception des actants[réf. souhaitée]. Cette notion a été reprise ensuite par la théorie des acteurs-réseaux.